# ゲルトルート・フォン・アンデクス

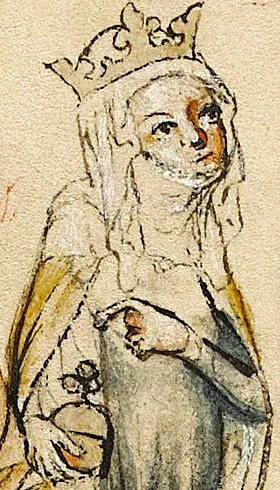
ゲルトルード

メラーニアイ・ゲルトルード（マジャル語: Merániai Gertrúd, 1185年9月24日 - 1213年9月28日）は、ハンガリー国王アンドラーシュ2世の最初の王妃。
ドイツ語名はゲルトルート・フォン・アンデクス（Gertrud von Andechs）。

## 生涯
アンデクス伯ベルトルト4世（のちに神聖ローマ皇帝フリードリヒ1世によってメラーン公にされる）と、ヴェッティン家のアグネス・フォン・ロホリッツ（下ラウジッツ辺境伯デド3世の娘）の子として生まれた。同母姉は、フランス王フィリップ尊厳王の3度目の王妃アグネス、同母妹はのちにカトリックの聖人とされたヘートヴィヒである。
ゲルトルートの両親は、娘たち全員にベルトルド4世が同盟関係を構築することになる重要な政治的結婚を望んだ。ゲルトルートはアールパード家の王子アンドラーシュと1203年より前に結婚した。アンドラーシュはゲルトルートとの結婚によって、ローマ王位をめぐる争いにおいては義父が支援するシュヴァーベン大公フィリップ（のちの皇帝フィリップ）の側についた（一方で兄イムレはヴェルフ家のオットーを推していた）。2人の間には5子が生まれた。
- アンナ・マーリア（1204年 - 1237年） - ブルガリア皇帝イヴァン・アセン2世の2度目の妃
- ベーラ4世（1206年 - 1270年）
- エルジェーベト（1207年 - 1231年）
- カールマーン（1208年 - 1241年） - ハールィチ・ヴォルィーニ大公
- アンドラーシュ（1210年 - 1234年）

野心的なゲルトルートは夫に対してずっと政治的影響力を及ぼした。兄イムレに対して謀を行うようアンドラーシュを説得したのはおそらく彼女であっただろう。しかしイムレは、アンドラーシュの軍勢が自らの軍勢を上回っていることを悟っていた。イムレは王冠と笏を持ったまま武器を持たずにアンドラーシュの陣に向かい、アンドラーシュは自主的に兄に投降した。王は弟を捕らえさせたが、アンドラーシュはその後まもなく逃亡することができた。この時期、ゲルトルートは父親のもとへ送り返されていた。1204年にイムレが死んでアンドラーシュがハンガリー王国の実権を握ると、彼女の状況は改善された。公式にはアンドラーシュは幼い甥ラースロー3世の摂政であったが、わずか1年後に甥から王位を簒奪し、ラースローは亡命先で急死してしまう。
1213年、ゲルトルートは、ハンガリー宮廷において王妃のドイツ人の縁戚が勢力を拡大していることに嫉妬したハンガリーのマグナートによって殺害された。ノビリッシマ・ファミリア（Nobilissima familia、もっとも高貴な王族）という名称は、ハンガリー王やその家族に対して11世紀以降用いられたが、実際にそう呼ばれたことが公式の文書に記された人物はゲルトルートを含めても非常に少なかった。
アンドラーシュが戦争で不在となると、ゲルトルートは寵臣たちに贈り物としてハンガリーの土地を配った。年代記によれば、国土の1/3が贈り物にされたが、彼女の死後に土地はマグナートに返されたという。このようにして、ハンガリーは繁栄しなかった。しばしば王が戦争で不在となると、王妃が摂政を務め、年代記作家ディートリヒ・フォン・アポルダによればゲルトルートは「男のように」国事を司っていた。1206年、ゲルトルートの実弟ベルトルトがカロチャ大司教に、1212年にはトランシルヴァニアのヴォイヴォドに取り立てられた。
アンドラーシュがハールィチ遠征に赴いている間、ハンガリー貴族たちは王妃を取り除くことに決めた。1213年、ベルトルトが客人のオーストリア公レオポルト6世とピリシュ山地に狩に行っている間、王妃は殺害された。彼女の遺体はバラバラに切断され、ベルトルトとレオポルト6世は辛くも脱出した。
当時の政治的状況のため、ゲルトルートの暗殺者たちはアンドラーシュ2世時代に処罰を受けないままだった。ゲルトルートの息子ベーラ4世だけが、即位後に復讐を行った。
19世紀の作曲家エルケル・フェレンツは、ゲルトルート王妃暗殺を主題にオペラ『バーンク・バーン』を作曲した。